# NGC 3603-A1
NGC 3603-A1 (HD 97950A1, WR 43a) — затменная двойная звездная система, расположенная в центре скопления HD 97950 в области звездообразования NGC 3603, находящейся в 25 000 световых лет от Солнца. Обе звезды принадлежат спектральному классу WN6h и входят в число наиболее массивных и ярких известных звёзд.
Объект HD 97950 изначально числился в каталогах как звезда, но в настоящее время известно, что он является плотным скоплением или тесной кратной звездой. В 1926 году наиболее ярким звёздам были присвоены обозначения от A до F, но при последующих исследованиях многие звёзды оказались состоящими из нескольких компонентов. Первоначально у звезды A были выделены три компонента методами спекл-интерферометрии, причём в настоящее время возможно исследование звезды на космических телескопах или телескопах с адаптивной оптикой. Затем было обнаружено, что компонент A1 является спектральной двойной звездой.
Два компонента NGC 3603-A1 вращаются друг вокруг друга с периодом 3,77 суток, вариация блеска вследствие затмений составляет 0,3 звёздной величины. Звёзды обращаются очень близко друг к другу, расстояние между ними составляет около двух диаметров, звёзды практически заполняют свои полости Роша.
Массы компонентов NGC 3603-A1, определённые при исследовании орбит, составляют 116 ± 31 M{\displaystyle _{\odot }} и 89 ± 16 M{\displaystyle _{\odot }}. Данные значения делают звёзды NGC 3603-A1a и NGC 3603-A1b наиболее массивными звёздами, чьи массы были определены напрямую из наблюдений. Оценки масс, полученные при анализе физических свойств звёзд, составляют 120 M{\displaystyle _{\odot }} и 92 M{\displaystyle _{\odot }}.
Каждый компонент NGC 3603-A1 является звездой Вольфа-Райе, в спектрах преобладают широкие эмиссионные линии. Спектральный класс WN6 показывает, что линии ионизированного азота сильны по сравнению с линиями ионизированного углерода, суффикс h показывает, что в спектре также присутствуют линии водорода. Данный тип звезды Вольфа-Райе является молодым объектом высокой светимости, в котором продукты термоядерных реакций CNO-цикла выносятся на поверхность вследствие перемешивания вещества в процессе конвекции и вращения; в атмосфере происходит интенсивная потеря вещества. Эмиссионные линии формируются в звёздном ветре. Доля водорода на поверхности оценивается в 60-70 %.
Несмотря на то, что звёзды очень молодые, возрастом около 1,5 млн лет, они за время эволюции потеряли значительную долю первоначальной массы. Оценки начальной массы составляют 148M{\displaystyle _{\odot }} и 106M{\displaystyle _{\odot }}, что означает, что звёзды потеряли 28M{\displaystyle _{\odot }} и 14M{\displaystyle _{\odot }} соответственно.